# گار ساموئلسون
گری چارلز «گار» ساموئلسون (انگلیسی: Gary Charles Samuelson؛ ۱۸ فوریهٔ ۱۹۵۸ – ۱۴ ژوئیهٔ ۱۹۹۹) موسیقی‌دان آمریکایی بود که از سال ۱۹۸۴ تا ۱۹۸۷ در گروه ترش متال مگادث به‌عنوان درامر فعالیت داشت و در دو آلبوم نخست آن‌ها، کشتن کسب و کار من است… و کاسبی روبراه است! (۱۹۸۵) و صلح خوب می‌فروشه… اما کیه که بخره؟ (۱۹۸۶) مشارکت کرد. او یکی از تاثیرگذارترین درامرهای ترش متال دانسته می‌شود و پیشگامِ تلفیق جاز فیوژن در این زیرژانر بوده است.

## مرگ
ساموئلسون در ۲۲ ژوئیه ۱۹۹۹ در اورنج سیتی، فلوریدا در ۴۱ سالگی درگذشت. علت مرگ نارسایی کبد گزارش شده است. هم‌گروهی‌های سابق او در مگادث نسخهٔ ریمستر سال ۲۰۰۲ آلبوم کشتن کسب و کار من است… و کاسبی روبراه است! را به ساموئلسون تقدیم کردند.

## دیسکوگرافی
مگادث
- کشتن کسب و کار من است… و کاسبی روبراه است! (۱۹۸۵)
- صلح خوب می‌فروشه… اما کیه که بخره؟ (۱۹۸۶)

فتال اوپرا
- فتال اوپرا (۱۹۹۵)
- یازدهمین ساعت (۱۹۹۷)
- فتال اوپرا ۳ (۲۰۲۲)[۳]